# Кадисский университет
Кадисский университет (исп. Universidad de Cádiz, сокр. UCA) — государственный университет в Испании. Расположен в андалусской провинции Кадис. Известен  как центр обучения медицине и океанографии. 
По состоянию на 2007/2008 учебный год, в Кадисском университете обучалось 20 798 студентов и работало 1 698 преподавателей и 680 сотрудников администрации.

## История
История университета берет свое начало в 15 веке, её связывают с основанием «Colegio de Pilotos de los Mares de Levante y Poniente». Медицинский факультет этого колледжа был основан в 1748 году как Королевский военно-морской колледж хирургии, который был первым в Европе учебным заведением, объединявшим обучение медицине и хирургии.
В 1913 году появилась возможность создания государственного университета Кадиса, но финансировать проект удалось лишь в конце 1970-х годов. 16 октября 1979 года Сенат Испании утвердил распоряжение о создании Кадисского университета. Университет был основан 30 октября 1979 года. Первые выборы ректора прошли в 1984 году.
В 1992 году в университете был создан Андалузский центр морских исследований.
В 2003 году был создан электронный сайт университета.

## Ректоры
- Филипп Гарридо (с октября 1979 года по февраль 1984 года)
- Мариано Пеньальвер Симо (с февраля 1984 года по июнь 1986 года)[4]
- Хосе ЛуисРомеро Паланко (с сентября 1986 года по январь 1995 года)
- Гильермо Мартинес Массанет (с января 1995 года по апрель 2003 года)
- Диего Салес Маркез (с мая 2003 по июнь 2011 года)
- Эдуардо Гонсалес Масо (с июня 2011 года по нынешнее время)[5]